# Wah Wah Watson
Melvin Ragin (Detroit, Míchigan; 8 de diciembre de 1950-Santa Mónica, California; 24 de octubre de 2018), más conocido por su nombre artístico Wah-Wah Watson, fue un guitarrista y músico de sesión de soul, jazz, funk y disco, especialmente conocido por su uso del pedal de wah-wah. 
Ragin fue miembro de la legendaria banda de músicos del estudio Motown Records, The Funk Brothers, que grabaron muchos de los grandes éxitos de artistas como The Temptations, The Jackson 5, Marvin Gaye, The Four Tops, Gladys Knight & The Pips, y The Supremes. 
Asimismo, grabó extensivamente con Herbie Hancock, y aparece en grabaciones de Barry White, Pharoah Sanders, Donald Byrd, Michael Jackson, Blondie y Stevie Wonder.

## Discografía
- Marvin Gaye, Let's Get It On (1973)
- Martha Reeves, Martha Reeves (1974)
- Quincy Jones, Body Heat (1974)
- Bobbi Humphrey, Satin Doll (1974)
- Pointer Sisters, Steppin' (1975)
- Herbie Hancock, Man-Child (1975)
- Herbie Hancock, Secrets (1976)
- Labelle, Chameleon (1976)
- Rose Royce, "Car Wash" (1976)
- Michael Jackson, Off The Wall (1979)[3]
- The Beach Boys, L A Light Album (1979)
- Herbie Hancock, Feets, Don't Fail Me Now (1979)
- Herbie Hancock, Mr. Hands (1980)
- Herbie Hancock, Monster (1980)
- Blondie, "Live It Up" (1980)
- Vanessa L. Williams The Comfort Zone (1991)
- Brian McKnight, Brian McKnight (1992)
- Me'Shell NdegéOcello, Plantation Lullabies (1993)
- Maxwell, Maxwell's Urban Hang Suite (1994)
- Herbie Hancock, Dis Is Da Drum (1994)
- Stevie Wonder, Conversation Peace (1995)
- Brian McKnight, I Remember You (1995)
- Maxwell, Now (2001)